# 中央浸信会教堂 (迈阿密)
中央浸信会教堂（Central Baptist Church）是美国佛罗里达州迈阿密一个历史性的教堂。它位于东北第一大道500号。
该堂建于1925年。1989年1月4日，它被列入美国国家史迹名录。2007年10月21日，中央浸信会投票决定与基督团契（Christ Fellowship）合并。 
前往中央浸信会教堂可经由迈阿密地铁。